# Clathria papillosa
Clathria papillosa är en svampdjursart som beskrevs av Thiele 1905. Clathria papillosa ingår i släktet Clathria och familjen Microcionidae. Inga underarter finns listade i Catalogue of Life.